# Franck Madou
Franck Madou (Marcory, 1987. szeptember 15. –) elefántcsontparti-francia labdarúgócsatár.